# Ecteninion
Ectininion lunensis
Genre
Espèce
Ecteninion est un genre fossile de cynodontes carnivores ayant vécu pendant le Trias supérieur (Carnien) dans l'actuel Amérique du Sud. Une seule espèce est connue, Ecteninion lunensis, décrite en 1996 à partir d'un crâne presque complet mesurant environ 11 cm de longueur découvert dans le Cancha de Bochas de la formation d'Ischigualasto dans le bassin d'Ischigualasto-Villa Unión dans le Nord-Ouest de l'Argentine. Il a été interprété comme un eucynodonte basal. L'holotype est conservé dans la collection de l'université nationale de San Juan (en).

## Classification
Le nom valide complet (avec auteur) de ce taxon est Ecteninion Martínez (d), May (d) & Forster (d), 1996,.

## Publication originale
- (en) Ricardo N. Martínez, Cathleen L. May et Catherine A. Forster, « A new carnivorous cynodont from the Ischigualasto Formation (Late Triassic, Argentina), with comments on Eucynodont philogeny », Journal of Vertebrate Paleontology, SVP et Taylor & Francis, vol. 16, no 2,‎ juin 1996, p. 271-284 (ISSN 0272-4634 et 1937-2809, OCLC 238100068, DOI 10.1080/02724634.1996.10011314, lire en ligne).